# Patuá
Patuá eller macaoesiskt kreol är ett portugisiskbaserat kreolspråk som talas i Macao. På kinesiska kallas patuá för 澳門土生葡語 (Àomén tǔshēng pú yǔ) som betyder "Macao nativ portugisiska". Namnet macaoesiska (engelska Macanese) används bland de diaspora-grupper utanför Macao som t.ex. Nordamerika, Australia och Portugal.
Patuá räknas som ett luso-asiatiskt (portugisisk-baserade kreolspråk i Asien) kreolspråk. Dess närmaste släktspråk är Malacca-Batavia kreolspråk och Timorpidgin..
Språket har färre än 50 talare som talar patuá som modersmål. Ytterligare antas det att finnas tusentals människor som har åtminstone någon typ av kännedom av språket. År 2009 klassificerades patuá som ett hotat språk av UNESCO. En komedi- och satirgrupp Doci Papiaçam di Macau ("Macaos söta språk") är en av dem viktigaste försök att skydda patuá.
På grund av den växande kinesiska befolkningen, som talar mandarin och kantonesiska, i Macao, har både patuá och portugisiska hamnat i trångmål.
Ett exempel på patuá, en traditionell vers:
| Patuá             | Engelska                     |
| ----------------- | ---------------------------- |
| Nhonha na jinela  | Maiden at the window         |
| Côfula mogarim    | With a jasmine flower        |
| Nhonhonha mogarim | Canary Lady                  |
| Sua mãi tancaréra | Your mother is a Tanka woman |
| Sua pai canarim   | Your father Konkanin         |